# Principado de Valona
El Principado de Valona fue un principado medieval en Albania, que abarcaba aproximadamente los territorios de los condados modernos de Vlorë (Valona), Fier y Berat. Inicialmente era un vasallo del Imperio serbio, se convirtió en un señorío independiente después de 1355, aunque bajo la influencia de Venecia, y permaneció así hasta que fue conquistada por los turcos otomanos en 1417.